# Сковордин, Юрий Петрович
Юрий Петрович Сковордин (род. 15 октября 1949, Петропавловск, Северо-Казахстанская область, Казахская ССР, СССР) — советский и российский деятель органов внутренних дел. Начальник Управления внутренних дел по Курганской области с сентября 1987 по 27 октября 2000 года. Начальник Главного управления внутренних дел по Пермской области с 27 октября 2000 по 2 сентября 2001 года. Начальник Главного управления МВД России по Сибирскому федеральному округу с июля 2001 по 18 февраля 2010 года. Генерал-полковник милиции (2004).

## Биография
Родился 15 октября 1949 в городе Петропавловске Северо-Казахстанской области Казахской ССР.
В органах внутренних дел с 1967 года. С октября 1967 по 1968 год служил техником автотранспортной станции УВД Курганского облисполкома. 
В 1968 году поступил в Омскую высшую школу милиции, которую окончил в 1972 году. После окончания школы милиции получил должность следователя Советского ОВД Кургана. С ноября 1973 году — следователь следственного отдела УВД Курганской области. С июня 1976 году — старший инспектор отдела уголовного розыска.
В 1980 году после окончания Академии МВД СССР был назначен заместителем начальника, а в 1983 году — начальником отдела уголовного розыска УВД Курганской области. В дальнейшем возглавлял инспекторский отдел УВД, был заместителем начальника управления.
С сентября 1987 по 27 октября 2000 года — начальник УВД по Курганской области. 
С 27 октября 2000 по 2 сентября 2001 года — начальник Главного управления внутренних дел по Пермской области.
С июля 2001 по 18 февраля 2010 года — начальник Главного управления МВД России по Сибирскому федеральному округу. Главные управления МВД России по федеральным округам были предусмотрены проектом реформирования российской милиции, предложенным и начатым министром внутренних дел Борисом Грызловым — должности начальников главных управлений внутренних дел в федеральных округах приравнивались к рангу заместителя министра. Тем же проектом были предусмотрены и реализованы следующие масштабные изменения в структуре МВД России: были образованы Служба криминальной милиции, Служба общественной безопасности и Служба тыла — каждая во главе с заместителем министра; в структуре Следственного комитета при МВД России сформированы следственные управления по федеральным округам; поправки в закон «О милиции» изменили порядок назначения глав органов МВД в регионах; внесены изменения в работу ГИБДД; объединены органы внутренних дел на транспорте с подразделениями, обеспечивающими осуществление спецперевозок; из МВД в МЧС передано Главное управление государственной противопожарной службы; из состава упразднённого Министерства по делам федерации, национальной и миграционной политики в МВД передаются ведения вопросов миграции с образованием Федеральной миграционной службы МВД России.
Указом Президента Российской Федерации в 2004 году присвоено специальное звание «генерал-полковник милиции».
В декабре 2009 года, за 2 месяца до выхода в отставку, подал рапорт об уходе на пенсию по достижении предельного возраста, министру внутренних дел России Рашиду Нургалиеву. 18 февраля 2010 года Президент России Дмитрий Медведев подписал указ, согласно которому было уволено 17 генералов МВД, в том числе и Сковордин. Масштабная ротация руководящего состава МВД России была проведена в ходе подготовки к реформе российской милиции. Главные управления МВД России по федеральным округам были окончательно упразднены в мае 2014 года (за исключением ГУ МВД России по Северо-Кавказскому федеральному округу).

## Награды
- Орден Почёта (7 августа 1997)